# گوگردی‌ها
گوگردی‌ها (نام علمی: Gonepteryx) نام یک سرده از خانواده کاهی‌بالان است.